# Belgian resuscitation council
De Belgian resuscitation council (BRC), ook wel Belgische reanimatie-raad genoemd, is een overkoepelende organisatie die zich bezighoudt met het bevorderen en het verbeteren van de reanimatie in België. Om dit te bereiken, ondersteunt de BRC de ontwikkeling van diverse reanimatie-opleidingen en hun wetenschappelijke basis: basis cardio-pulmonaire reanimatie (CPR), specialistische reanimatie voor volwassenen, reanimatie meer specifiek voor kinderen en baby's en het gebruik van de automatische externe defibrillator (AED). Deze opleidingen geven recht op een Europees erkend certificaat.

## Structuur
- De leden van de BRC zijn hoofdzakelijk organisaties die actief zijn binnen de domeinen spoedgevallen, intensieve zorgen en dringende medische hulpverlening.
- De BRC wordt overkoepeld door de ERC (European Resuscitation Council) die het beleid voor Europa bepaalt. Elke nationale reanimatieraad kan wel autonoom beslissingen nemen.